# Berg (Linköping)
Berg ist ein Ort (tätort) in der schwedischen Provinz Östergötlands län und der historischen Provinz Östergötland. Der Ort liegt etwa 10 Kilometer nordwestlich der Stadt Linköping in der gleichnamigen Gemeinde.
Berg liegt am westlichen Ufer des Roxen an der Mündung des Göta-Kanals in diesen See. Bekannt ist der Ort vor allem wegen seiner Schleusen (Bergs slussar). Vom Roxen führt zunächst eine siebenstufige Schleusentreppe (Carl-Johans-Schleusen) hinauf zum Yachthafen von Berg. Anschließend folgen zwei Doppelschleusen. Die Carl-Johans-Schleusen sind die längste Schleusentreppe des Kanals. Von hier aus führt der Göta-Kanal hinauf auf die Östgöta-Ebene und weiter Richtung Vättern. Dieser Teil des Kanals ist der am meisten besuchte. In Berg steht dazu eine gut ausgebaute Infrastruktur mit einem Yachthafen, einer Jugendherberge und zahlreichen Cafés, Restaurants und Lebensmittelläden zur Verfügung.
An der Mündung des Göta-Kanals in den Roxen befindet sich ein beliebtes Strandbad, das im Sommer von den Bewohnern der umliegenden Orte, vor allem aus Linköping und Ljungsbro, besucht wird. Am Yachthafen befindet sich zudem eine Minigolfanlage.
Unmittelbar südlich von Berg liegt die Ruine des Klosters Vreta, Schwedens ältesten Klosters, und die Klosterkirche Vreta.

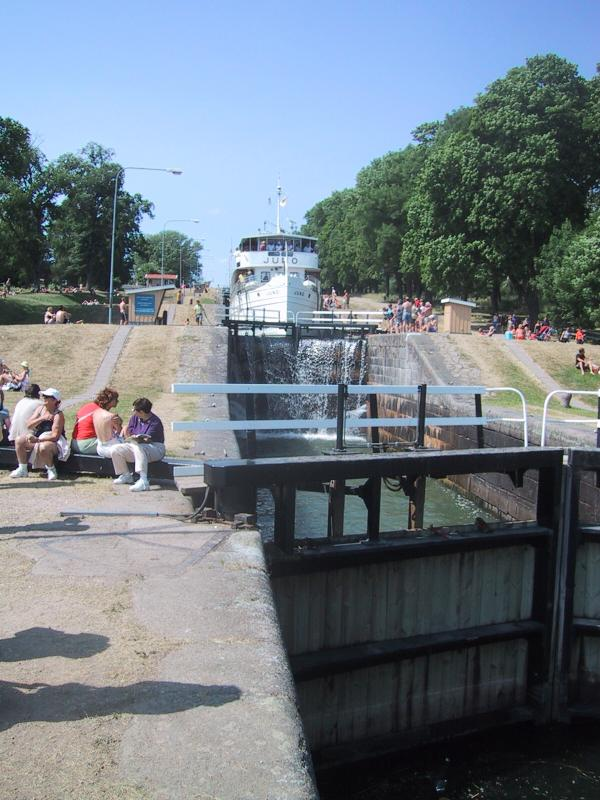
M/S Juno wird in Bergs slussar geschleust